# پومریوم

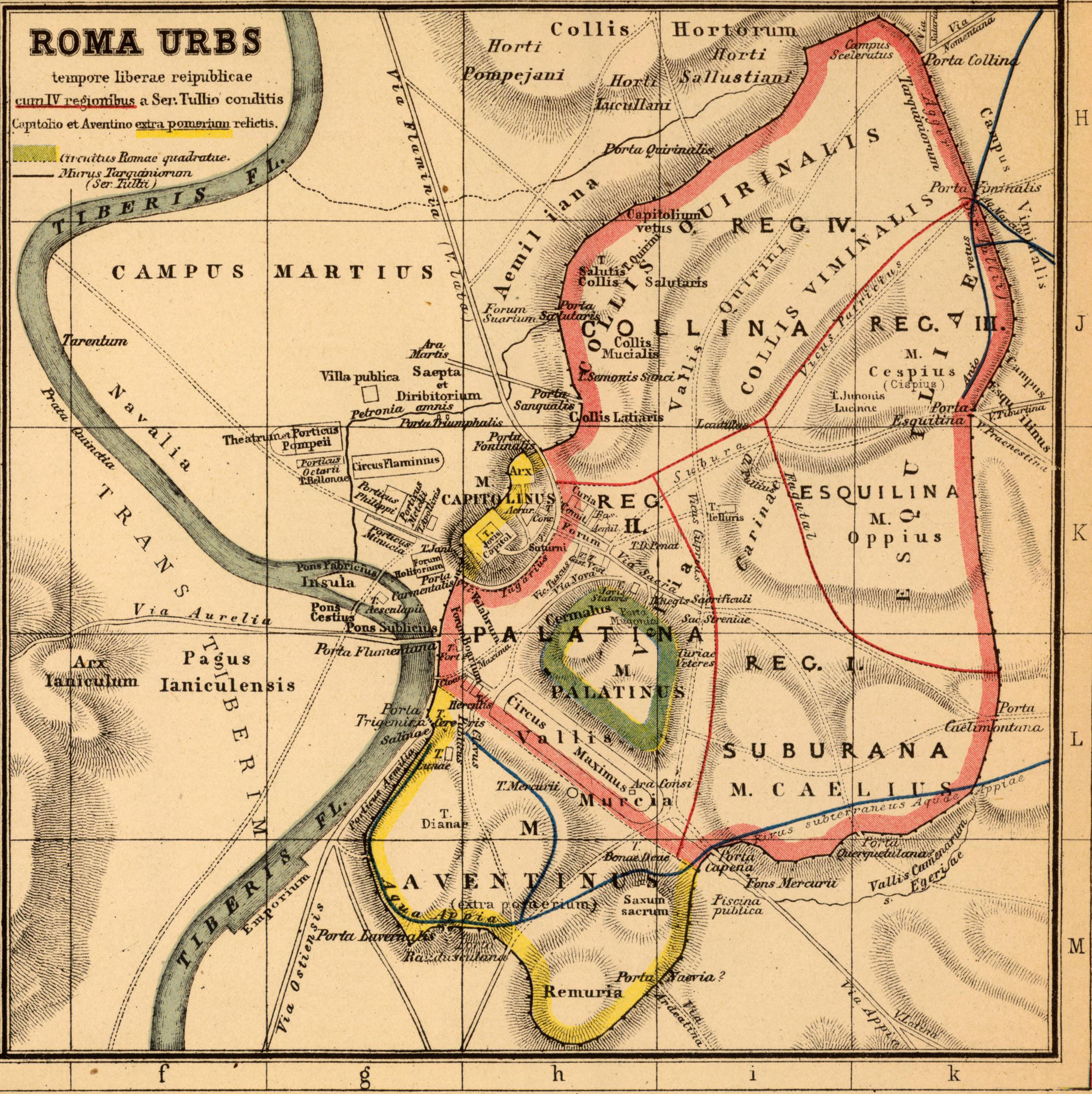
نقشه رم در زمان جمهوری روم. پومریوم با رنگ صورتی مشخص شده. تپه‌های کاپیتول و آونتین در بیرون پومریوم‌اند و مرزهایشان به رنگ زرد مشخص شده.

پومریوم (به لاتین: Pomerium) یک فضای مذهبی پیرامون شهر روم و شهرهای تحت کنترل روم بود. روم فقط در داخل این فضا موجودیت سیاسی داشت، و بیرون از آن قلمرو روم محسوب می‌شد، نه خودِ روم.

## ریشه‌شناسی
تیتوس لیویوس، مؤرخ رومی، در کتاب از پیدایش روم می‌گوید که برخی ریشهٔ این واژهٔ لاتینی را postmoerium می‌دانند که به‌معنای «فضای پشت دیوار» است. او این نظر را نادرست می‌داند و ترجیح می‌دهد که آن را circamoerium بداند که به‌معنای «فضای دو سوی دیوار» است. او همچنین می‌گوید که این فضا اقتباس از اتروسکان بود. یعنی اتروسکان چون می‌خواستند که دیوارهای شهرشان را برافرازند، فضایی در دو سوی آن دیوارها ترسیم می‌کردند تا هم در داخلِ این فضا خانه‌ها با دیوار تماس نداشته باشند و هم در بیرونِ فضا جایی مصون از دسترس انسان باقی مانده باشد. رومیان به این فضا، که سکونت و زراعت در آن مجاز نمی‌بود، پومریوم گفتند، هم بدان‌سبب که دیوارهای شهر در پشت آنند، و هم چون خودش پشت دیوارهاست.